# Hemingway Special
Pour les articles homonymes, voir Hemingway (homonymie).
Le Hemingway Special est un cocktail alcoolisé à base de rhum et de marasquin. Il a été créé pour l'écrivain Ernest Hemingway par Constantino Ribalaigua Vert au bar El Floridita à la Havane (Cuba) avec une double ration de rhum, d'où ses autres noms : ¨Papa doble, Daïquiri como Papa ou Hemingway Daïquiri. Il fait partie des cocktails officiels de l'International Bartenders Association.